# Тохэй, Коити
Коити Тохэй (яп. 藤平光一 То:хэй Ко:ити, 20 января 1920 — 19 мая 2011) — мастер айкидо, обладатель 10-го дана, основатель Общества ки и стиля айкидо син-син-тойцу («айкидо с объединенными сознанием и телом»), также известного как ки-айкидо.

## Биография
Коити Тохэй родился в 1920 году в районе Токио Ситая (яп. 下谷区), в настоящее время Тайто. С детства был болезненным и слабым, поэтому отец начал обучать его дзюдо. Вскоре после начала обучения он заболел плевритом, которое вызывает боли при дыхании. Это вынудило Тохэя пропустить год занятий.
Тохэй был расстроен мыслью потерять новообретенную силу тела, поэтому он решил заменить тренировки дзюдо дзен-медитацией и практикой мисоги. Как и в занятиях дзюдо, он занимался тренировкой сознания и вскоре начал достигать успехов, несмотря на проблемы со здоровьем. После излечения от плеврита, Тохэй убедился, вылечиться и выздороветь ему помогли тренировки. Это оказалось стимулом в развитии «киацу» — системы лечения физических заболеваний путём нажатия пальцами и расширения ки в тело больного человека. Тохэй описывает это как «заправка насоса», позволяющая человеку исцелить себя.
После излечения он вернулся в дзюдо, но считал, что заниматься следует не только физическим, но и духовным развитием. В 1940 году инструктор Тохэя по дзюдо, Сёхэй Мори, рекомендовал Тохэю встретиться с основателем айкидо — Морихэем Уэсибой. У Тохэя были сомнения в вопросе значения айкидо для себя, но все изменилось после того, как Уэсиба попросил Тохэя выйти на татами и попытаться схватить его. Попытки Тохэя не увенчались успехом, и после этой демонстрации Уэсибы Тохэй немедленно попросил принять его в ученики. Тохэй тренировался с Уэсибой шесть месяцев перед отправкой в качестве инструктора для преподавания в школе Сюмэй-Окава и в полицейской академии.
Тохэй был призван в Императорскую армию в октябре 1942 года. Он видел боевые действия в Китае и пробыл там до конца войны вплоть до своей репатриации в 1946 году. Согласной китайским источникам, склонность Тохэя к лечению захваченных китайских солдат вынудила китайские власти избегать его подразделение во время атак. После окончания военной службы Уэсиба присвоил Тохэю пятый дан.
В 1953 году Тохэй был отправлен на Гавайи, чтобы представить там айкидо. С тех пор Гавайи стали центром распространение айкидо в США, а позже и особого стиля Тохэя.
В 1969 году Уэсиба присвоил Тохэю десятый дан (высшим рангом в айкидо был восьмой дан, но число рангов было расширено Уэсибой в практических целях и по политическим причинам).
Смерть Морихэя Уэсибы в 1969 году привела к расколу между Федерацию айкидо «Айкикай» и Коити Тохэем. Сын Морихэя — Киссёмару Уэсиба — возглавил Федерацию; Коити Тохэй был шеф-инструктором «Хомбу Додзё» — штаб-квартиры «Айкикай». Тохэй хотел сконцентрировать преподавание айкидо на принципах ки и уже внедрял свои идеи во время тренировок в «Хомбу Додзё». Деятельность Тохэя не приветствовал Киссёмару и большинство старших инструкторов; они настоятельно рекомендовали ему не обучать своим ки-принципам и техникам. В 1971 году Тохэй создал независимую организацию «Ки-но-кэнкюкай», чтобы преподавать свой собственный стиль ки-айкидо. 1 мая 1974 года он покинул организацию «Айкикай»; 15 мая 1974 года отправил письма в большинство додзё в Японии и за рубежом, объясняя причины своего отделения и планы касательно преподавания ки-айкидо. Разделение вызвало потрясение в мире айкидо: Тохэя уважали большинство инструкторов и учеников, он рассматривался как главный сэнсэй Айкидо после смерти Уэсибы. Вслед за его решением несколько додзё порвали с «Айкикай» и перешли к Тохэю с его новым стилем.
Тохэй умер утром 19 мая 2011 года, через две недели после обращения в больницу по поводу воспаления легких.

## Ученики Тохэя
- Корэтоси Маруяма, бывший шеф-инструктор и президент Общества ки, основал независимый стиль айкидо-юсинкай
- Сидзуо Имаидзуми (今泉鎮雄), 7-й дан ки-айкидо, основал независимый стиль айкидо син-будо-кай.
- Кальвин Табата, 8-й дан ки-айкидо, основатель Северо-Западной ки-федерации, шеф-инструктор собственной школы киацу, являлся прямом учеником Коити Тохэя.
- Коити Касивая, 8-й дан ки-айкидо, главный инструктор ки-айкидо в США.
- Кен Уильямс, основатель Федерации ки-айкидо Великобритании.
- Кэндзиро Ёсигасаки, 8-й дан ки-айкидо, инициатор распространения ки-айкидо в Европе, основал независимую Международную ассоциацию ки-но-кэнкюкай.
- Фумио Тоёда, 6-й дан, основатель Ассоциации айкидо Америки и Международной ассоциации айкидо.
- Рой Ю. Сеунака, основатель стиля айкидо вадокай.
- Судзи Маруяма, основатель стиль айкидо кокикай.
- Стивен Сигал, 7-й дан, американский актер и режиссёр.
- Дэвид Шанер, доктор философии, 8-й дан, шеф-инструктор Восточной федерации ки, профессор кафедры философии Университета Фурмана, автор книги «Семь искусств перемен: Ведущие преобразования бизнеса, которых достаточно».
- Кэндзи Ота, чемпион по бальным танцам, основатель и главный инструктор додзё ки-айкидо и дзюдо в Калифорнии.
- Родерик Т. Кобаяси, 6-й дан ки-айкидо, обучался у Тохэя, преподавал ки-айкидо по всему миру, основал стиль айкидо сэйдокан.

## Основные работы
- Тохэй К. Ки в повседневной жизни, Oxford University Press, 9784889960716
- Тохэй К. Книга ки, Japan Publications, 0870403796
- Тохэй К. Айкидо в повседневной жизни, Japan Publications, 0870402218
- Тохэй К. Киацу, Japan Publications, 0870405365
- Тохэй К. Путь объединения с ки
- Тохэй К. Беседы о ки
- Тохэй К. Это Айкидо, Japan Publications
- Тохэй К. Что такое Айкидо?, Rikugei Publishing House
- Тохэй К. Айкидо: искусство самозащиты, Rikugei Publishing House
- Тохэй К. Как объединять ки
- Тохэй К. Размышления о ки
- Тохэй К. Гигиена ки
- Тохэй К. Как развить ки
- Тохэй К. Методы ки-дыхания
- Тохэй К. Тэмпу Накамура и Морихэй Уэсиба
- Тохэй К. Расширение ки
- Тохэй К. Сила ки
- Тохэй К. Айкидо в повседневной жизни, Rikugei Publishing House, 1966